# Radioactive (песня Kings of Leon)
«Radioactive» — песня американской рок-группы Kings of Leon и первый сингл с альбома Come Around Sundown, выпущенный 11 октября 2010 года.
Песня, а также сопутствующий ей клип впервые появились 8 сентября на веб-сайте группы. На следующий день состоялась официальная премьера на австралийском радио, а 13 сентября на американском альтернативном радио. Песня была выпущена на американском iTunes 14 сентября и позднее в остальных странах.

## Список композиций
Digital download
1. «Radioactive» — 3:27

CD single
1. «Radioactive» — 3:27
2. «Radioactive (Remix Featuring West Angeles Mass Choir)» — 3:33

## Чарты
| Чарт (2010)                                 | №  |
| ------------------------------------------- | -- |
| Австралия (ARIA)                            | 19 |
| Австрия (Ö3 Austria Top 40)                 | 36 |
| Бельгия/Фландрия (Ultratop 50)              | 22 |
| Бельгия/Валлония (Ultratip Bubbling Under)  | 15 |
| Канада (Billboard Canadian Hot 100)         | 19 |
| Дания (Tracklisten Airplay)                 | 15 |
| Европа (Billboard European Hot 100 Singles) | 24 |
| Германия (GfK)                              | 41 |
| Ирландия (IRMA)                             | 5  |
| Нидерланды (Single Top 100)                 | 36 |
| Новая Зеландия (Recorded Music NZ)          | 10 |
| Швеция (Sverigetopplistan)                  | 53 |
| Великобритания (OCC UK Singles)             | 7  |
| США (Billboard Hot 100)                     | 37 |
| США (Billboard Alternative Airplay)         | 1  |
| Rock Songs (Billboard)                      | 3  |